# Ptilopachus
Ptilopachus is een geslacht van vogels uit de familie Odontophoridae. Het zijn de enige soorten die voorkomen in de Oude Wereld uit de familie die verder alleen soorten hoendervogels uit Noord- en Zuid-Amerika telt. 

## Soorten
Het geslacht bestaat uit de volgende twee soorten:
- Ptilopachus nahani – Nahans frankolijn
- Ptilopachus petrosus – Rotspatrijs